# West Bloomfield (Michigan)
West Bloomfield è una città degli Stati Uniti d'America, nella Contea di Oakland, nello Stato del Michigan. È un sobborgo settentrionale di Detroit